# Línea SEN (EMT Madrid)
El Servicio Especial codificado como SEN, que a efectos de numeración interna es la línea 874, de la EMT de Madrid une las estaciones de Legazpi y Moncloa, en el contexto de la fase 1 de las obras de automatización de la línea 6 de Metro, cortada por obras del 31 de mayo al 12 de septiembre de 2025.

## Características
Fue puesta en servicio la noche del 1 al 2 de junio de 2025, prestando servicio las noches de domingos a jueves, desde las 00:00 hasta fin del servicio. No presta servicio viernes ni sábados, días en los que el arco este de la línea 6 circula con normalidad hasta el cierre de las instalaciones de Metro.
En la realidad no es más que una reducción del recorrido de las líneas SC1 y SC2. Cubre el trazado este de la línea 6 de Metro, mientras se encuentre cerrada al público, con motivo de los trabajos preliminares para la automatización de la misma.
Tiene una dotación máxima de 10 autobuses.
Es gratuita para los usuarios, al tratarse de un servicio consensuado entre ambos operadores de transporte.

## Frecuencias
| Noches de domingos a jueves |                 |
| De 00:00 a 02:00            | cada 10 minutos |

## Recorrido y paradas

### Sentido Moncloa
| Estación sustituida  | Código | Denominación de parada                 | Ubicación                                             | Conexiones con Metro y Cercanías |
| -------------------- | ------ | -------------------------------------- | ----------------------------------------------------- | -------------------------------- |
| Legazpi              | 3644   | Legazpi                                | Pº del Molino frente al Nº 7                          | Legazpi                          |
| Méndez Álvaro        | 4802   | Estación de Méndez Álvaro-Estación Sur | Pedro Bosch S/N con C/ Méndez Alvaro (2 m. farola 59) | Méndez Álvaro                    |
| Pacífico             | 3720   | Pacífico                               | Doctor Esquerdo, 217                                  | Pacífico                         |
| Conde de Casal       | 1434   | Metro Conde de Casal                   | Doctor Esquerdo, 173                                  |                                  |
| Sainz de Baranda     | 4713   | Metro Sainz de Baranda                 | Doctor Esquerdo, 97                                   | Sainz de Baranda                 |
| O'Donnell            | 151    | O'Donnell                              | Doctor Esquerdo, 49                                   |                                  |
| Manuel Becerra       | 1428   | Manuel Becerra                         | Doctor Esquerdo, 1                                    | Manuel Becerra                   |
| Diego de León        | 5296   | Diego de León                          | Francico Silvela, 50                                  | Diego de León                    |
| Avenida de América   | 788    | Avenida de América                     | Francisco Silvela, 80                                 | Avenida de América               |
| República Argentina  | 5394   | República Argentina                    | Joaquín Costa, 37                                     |                                  |
| Nuevos Ministerios   | 2697   | Nuevos Ministerios                     | Raimundo Fernández Villaverde con Pº Castellana       | Nuevos Ministerios               |
| Cuatro Caminos       | 1940   | Cuatro Caminos                         | Raimundo Fernández Villaverde, 1                      | Cuatro Caminos                   |
| Guzmán el Bueno      | 1416   | Ibáñez Ibero                           | Av. Reina Victoria, 40                                | Guzmán el Bueno                  |
| Vicente Aleixandre   | 3278   | Ramiro de Maeztu-Juan XXIII            | Ramiro de Maeztu con Pº de Juán XXIII                 |                                  |
| Ciudad Universitaria | 1688   | Metro Ciudad Universitaria             | Av. Complutense S/N (Frente a Facultad Medicina)      |                                  |
| Moncloa              | 740    | Moncloa                                | Pza. de la Moncloa con Pº de Moret                    | Moncloa                          |
| Moncloa              | 51033  | Moncloa                                | Arcipreste de Hita, S/N frente al nº 10               | Moncloa                          |

### Sentido Legazpi
| Estación sustituida  | Código | Denominación de parada                 | Ubicación                                                | Conexiones con Metro y Cercanías |
| -------------------- | ------ | -------------------------------------- | -------------------------------------------------------- | -------------------------------- |
| Moncloa              | 51033  | Moncloa                                | Arcipreste de Hita, S/N frente al nº 10                  | Moncloa                          |
| Ciudad Universitaria | 1687   | Metro Ciudad Universitaria             | Av. Complutense S/N (Facultad Medicina)                  |                                  |
| Vicente Aleixandre   | 5316   | Vicente Aleixandre                     | Av. Gregorio del Amo con Pº de Juan XXIII                |                                  |
| Guzmán el Bueno      | 1415   | Ibáñez Ibero                           | Reina Victoria, 41                                       | Guzmán el Bueno                  |
| Cuatro Caminos       | 1890   | Cuatro Caminos                         | Raimundo Fernández Villaverde, 2                         | Cuatro Caminos                   |
| Nuevos Ministerios   | 2696   | Nuevos Ministerios                     | Raimundo Fernández Villaverde con Pº Castellana          | Nuevos Ministerios               |
| República Argentina  | 4678   | República Argentina                    | Joaquín Costa, 22                                        |                                  |
| Avenida de América   | 789    | Avenida de América                     | Francisco Silvela, 83                                    | Avenida de América               |
| Diego de León        | 786    | Diego de León                          | Francisco Silvela, 53                                    | Diego de León                    |
| Manuel Becerra       | 1427   | Manuel Becerra                         | Pza. de Manuel Becerra, 18                               | Manuel Becerra                   |
| O'Donnell            | 150    | O'Donnell                              | Doctor Esquerdo, 40 (frente Nº 51 con C/ Duque de Sesto) |                                  |
| Sainz de Baranda     | 4712   | Metro Sainz de Baranda                 | Doctor Esquerdo frente al Nº 97 con C/ A.Sainz Baranda   | Sainz de Baranda                 |
| Conde de Casal       | 1433   | Metro Conde de Casal                   | Doctor Esquerdo, 128                                     |                                  |
| Pacífico             | 1437   | Pacífico                               | Doctor Esquerdo, 180                                     | Pacífico                         |
| Méndez Álvaro        | 3719   | Estación de Méndez Álvaro-Estación Sur | Pedro Bosch con C/ Méndez Alvaro                         | Méndez Álvaro                    |
| Legazpi              | 3737   | Legazpi                                | Paseo del Molino 5                                       | Legazpi                          |
| Legazpi              | 3644   | Legazpi                                | Pº del Molino frente al Nº 7                             | Legazpi                          |